# Franco Acosta
Franco Acosta Machado (* 5. März 1996 in Montevideo; † 6. März 2021 in Canelones) war ein uruguayischer Fußballspieler.

## Karriere

### Verein
Der 1,77 Meter große Offensivakteur Acosta durchlief sämtliche Nachwuchsmannschaften von Centro Atlético Fénix. Er stand mindestens in der Saison 2013/14 im Kader des uruguayischen Erstligisten. In jener Spielzeit lief er dort seit seinem Debüt im Jahr 2013 in zwölf Spielen der Primera División auf und erzielte zwei Treffer. Im Juni 2014 wurde er seitens des Olympischen Komitees Uruguays als bester Nachwuchsfußballspieler des Jahres ausgezeichnet. Zur Spielzeit 2014/15 wechselte er nach Portugal zu Sporting Braga. Bei den Portugiesen unterschrieb er einen Fünfjahresvertrag. Allerdings spielte er, nachdem er bereits im September 2014 aufgrund einer Verletzung im Training bei Sporting Braga zur Regeneration nach Uruguay zurückkehrte, dennoch zunächst weiter für Fénix und kam in der Apertura 2014 achtmal (ein Tor) in der höchsten uruguayischen Spielklasse zum Einsatz. Im Januar 2015 wechselte er zur Zweiten Mannschaft des FC Villarreal. Bei den Spaniern wurde Acosta in der Saison 2014/15 siebenmal (ein Tor) in der Segunda B eingesetzt. In der Spielzeit 2015/16 kamen 18 weitere Ligaeinsätze (drei Tore) hinzu. Auch wurde er im Juli 2015 in der Ersten Mannschaft einmal beim Emirates Cup aufgestellt. In der Saison 2016/17 lief er in 16 Ligaspielen für die Zweitvertretung auf und erzielte zwei Treffer.

### Nationalmannschaft

#### U-15
Acosta debütierte am 21. September 2011 unter Trainer Alejandro Garay beim 4:1-Sieg im Freundschaftsspiel gegen Paraguay in der U-15-Nationalmannschaft Uruguays. Insgesamt absolvierte er in dieser Altersklasse zehn Länderspiele und erzielte zwei Treffer.

#### U-17
Sein Debüt in der uruguayischen U-17-Auswahl feierte er am 18. Dezember 2012 bei der 0:3-Niederlage im Freundschaftsspiel ebenfalls gegen Paraguay. Verantwortlicher Trainer war Fabián Coito. Er nahm mit der U-17 an der U-17-Südamerikameisterschaft 2013 in Argentinien teil. Mit der Mannschaft belegte er den vierten Turnierrang. Er selbst wurde mit acht erzielten Treffern vor dem mit sieben Torerfolgen zweitplatzierten Venezolaner Andrés Ponce Torschützenkönig des Turniers. Im Oktober 2013 war er Teil des uruguayischen Aufgebots bei der U-17-Weltmeisterschaft 2013 in den Vereinigten Arabischen Emiraten. Dort erreichte er mit der Mannschaft das Viertelfinale und war mit vier Toren gleichauf mit Leandro Otormín erfolgreichster Schütze innerhalb des Teams. Er kam in fünf WM-Begegnungen zum Einsatz. Die Verbandsstatistik weist für ihn 14 Länderspieltore bei 26 Einsätzen in der U-17 aus.

#### U-20
Acosta war seit März 2014 auch Mitglied der von Trainer Coito betreuten uruguayischen U-20-Nationalmannschaft. Beim 3:0-Sieg Uruguays über Chile am 15. April 2014 debütierte er in der 62. Spielminute mit einer Einwechslung für Jaime Báez und erzielte einen Treffer. Des Weiteren lief er in den Länderspielen am 20. Mai 2014 und am 22. Mai 2014 auf. Gegner war jeweils Paraguay.
Er gehörte dem uruguayischen Aufgebot bei der U-20-Südamerikameisterschaft 2015 in Uruguay an. Bis einschließlich 28. Mai 2015 kam er auf 22 U-20-Länderspiele und sieben Tore. Sodann gehörte er dem Kreis der ausgewählten Spieler an, die Uruguay bei der U-20-Weltmeisterschaft 2015 in Neuseeland repräsentierten. Die „Celeste“ schied im Achtelfinale durch eine Niederlage im Elfmeterschießen gegen Brasilien aus. Im Turnier bestritt er vier Spiele und schoss ein Tor.

### Erfolge
- Torschützenkönig der U-17-Südamerikameisterschaft 2013
- Bester Nachwuchsfußballspieler des Jahres 2014 (COU)

## Tod
Einen Tag nach seinem 25. Geburtstag hielt sich Acosta mit seinem Bruder am Ufer des Flusses Arroyo Pando auf. Beim Versuch, diesen zu durchschwimmen, ging er unter; sein Leichnam wurde zwei Tage später gefunden.